# Liste der Kulturgüter in Bogis-Bossey
Die Liste der Kulturgüter in Bogis-Bossey enthält alle Objekte in der Gemeinde Bogis-Bossey im Kanton Waadt, die gemäss der Haager Konvention zum Schutz von Kulturgut bei bewaffneten Konflikten, dem Bundesgesetz vom 20. Juni 2014 über den Schutz der Kulturgüter bei bewaffneten Konflikten sowie der Verordnung vom 29. Oktober 2014 über den Schutz der Kulturgüter bei bewaffneten Konflikten unter Schutz stehen.
Objekte der Kategorie A sind im Gemeindegebiet nicht ausgewiesen, Objekte der Kategorie B sind vollständig in der Liste enthalten, Objekte der Kategorie C fehlen zurzeit (Stand: 1. Januar 2018).

## Kulturgüter
| Foto |                                                                                    | Objekt                                                                                            | Kat. | Typ | Standort                                         | Beschreibung |
| ---- | ---------------------------------------------------------------------------------- | ------------------------------------------------------------------------------------------------- | ---- | --- | ------------------------------------------------ | ------------ |
| BW   | Datei hochladen · Wikidata zu Bauernhofgeviert mit Voliere und Brunnen (Q29890564) | Bauernhofgeviert mit Voliere und Brunnen / Carré de fermes avec volière et fontaine KGS-Nr.: 5957 | B    | G   | Chemin des Grands-Hutins 101–111 503998 / 133613 |              |